# Chościszowice
Chościszowice is een plaats in het Poolse district  Bolesławiecki, woiwodschap Neder-Silezië. De plaats maakt deel uit van de gemeente Bolesławiec en telt 60 inwoners.